# 中国登山协会
中国登山协会是中华人民共和国登山运动从业者组成的全国性体育组织，由中华全国体育总会领导，成立于1958年，会址位于北京市。